# Colbitz
Colbitz è un comune tedesco di 3 260 abitanti situato nel land della Sassonia-Anhalt.